# Ишпарайкино
Ишпара́йкино (чув. Ишпарайккӑ) — деревня в Аликовском муниципальном округе Чувашской Республики. Входила в состав Шумшевашского сельского поселения до его упразднения в 2022 году.

## География
Географические координаты: 55°45′37″ с. ш., 46°36′49″ в. д. Деревня входит в состав Шумшевашского сельского поселения Аликовского района Чувашии. Ишпарайкино расположено в 82 км от Чебоксар и в 15 км от административного центра Аликовского района.
Расстояние до ближайших населённых пунктов:
- д. Сормпось-Шумшеваши ~ 900 м
- д. Элекейкино ~ 1,3 км
- д. Сормпось-Мочей ~ 2,0 км
- д. Пизеры ~ 2,2 км
- д. Пизенеры ~ 2,4 км
- д. Шлан ~ 3,0 км

Климат умеренно континентальный с продолжительной холодной зимой и тёплым летом. Средняя температура января — −12,9 °C, июля — 18,3 °C, абсолютный минимум достигал −44 °C, абсолютный максимум — 37 °C. За год в среднем выпадает до 552 мм осадков.

## История
По одной из версий название Ишпарайкино происходит от мужского татарского имени Ишпарайккă.
В разное время деревня входила в состав:
- Аликовской волости Ядринского уезда (до 1927 года)
- Ядринского района Чувашской АССР(1962—1965)

В 1927—1962 годы и с 1965 года по настоящее время деревня входит в состав Аликовского района. По данным переписи 2002 года в деревне насчитывалось 64 двора и проживало 159 человек (мужчин — 82, женщин — 77). Деревня в основном газифицирована. Имеется автобусное сообщение с районным центром. В Ишпарайкино работают сотовые операторы ОАО «Волгателеком», Билайн, МТС, МегаФон. До недавнего времени в Ишпарайкино работала начальная школа, которая была закрыта в связи с плановым укрупнением образовательных учреждений. Учреждения культуры представлены Ишпарайкинской сельской библиотекой и сельским домом культуры. В Ишпарайкино распространяется аликовская районная газета «Пурнăç çулĕпе» («По жизненному пути») на чувашском и русском языке.

## Выдающиеся уроженцы
- Олег Николаевич Прокопьев[чуваш.] — старший сержант, погибший 30 апреля 1984 года в Афганистане.